# 牛深市
牛深市（日语：／ Ushibuka shi */?）是位于日本熊本縣天草群島南部的一個已廢除的城市，於2006年3月27日與周圍的城鎮合併為天草市。

## 歷史

### 年表
- 1889年4月1日：實施町村制，最後的轄區在當時分屬：牛深村、久玉村、深海村、魚貫村、早浦村、龜浦村。
- 1898年11月13日：牛深村升格為牛深町。
- 1948年4月1日：早浦村與龜浦村合併為二浦村。
- 1954年4月1日：牛深町與久玉村、深海村、魚貫村、二浦村合併為牛深市。
- 2006年3月27日：與本渡市、有明町、御所浦町、倉岳町、栖本町、新和町、五和町、天草町、河浦町合併為天草市。

### 變遷表
| 1889年以前 | 1889年4月1日 | 1889年 - 1949年                   | 1950年 - 1989年          | 1950年 - 1989年        | 1989年 - 現在        | 現在                 |
| ---------- | ------------ | --------------------------------- | ------------------------ | ---------------------- | -------------------- | -------------------- |
|            | 楠浦村       | 楠浦村                            | 1956年6月1日 有明村      | 1958年1月1日 有明町    | 2006年3月27日 天草市 | 2006年3月27日 天草市 |
|            | 赤崎村       |                                   | 1956年6月1日 有明村      | 1958年1月1日 有明町    | 2006年3月27日 天草市 | 2006年3月27日 天草市 |
|            | 上津浦村     |                                   | 1956年6月1日 有明村      | 1958年1月1日 有明町    | 2006年3月27日 天草市 | 2006年3月27日 天草市 |
|            | 下津浦村     |                                   | 1956年6月1日 有明村      | 1958年1月1日 有明町    | 2006年3月27日 天草市 | 2006年3月27日 天草市 |
|            | 島子村       |                                   | 1956年6月1日 有明村      | 1958年1月1日 有明町    | 2006年3月27日 天草市 | 2006年3月27日 天草市 |
|            | 大浦村       |                                   | 1956年6月1日 有明村      | 1958年1月1日 有明町    | 2006年3月27日 天草市 | 2006年3月27日 天草市 |
|            | 須子村       |                                   | 1956年6月1日 有明村      | 1958年1月1日 有明町    | 2006年3月27日 天草市 | 2006年3月27日 天草市 |
|            | 浦村         | 浦村                              | 1955年7月1日 倉岳村      | 1960年4月1日 倉岳町    | 2006年3月27日 天草市 | 2006年3月27日 天草市 |
|            | 棚底村       |                                   | 1955年7月1日 倉岳村      | 1960年4月1日 倉岳町    | 2006年3月27日 天草市 | 2006年3月27日 天草市 |
|            | 宮田村       |                                   | 1955年7月1日 倉岳村      | 1960年4月1日 倉岳町    | 2006年3月27日 天草市 | 2006年3月27日 天草市 |
|            | 栖本村       | 1901年4月1日 栖本村               | 1962年9月1日 栖本町      | 1962年9月1日 栖本町    | 2006年3月27日 天草市 | 2006年3月27日 天草市 |
|            | 河馬田村     | 1901年4月1日 栖本村               | 1962年9月1日 栖本町      | 1962年9月1日 栖本町    | 2006年3月27日 天草市 | 2006年3月27日 天草市 |
|            | 御所浦村     | 御所浦村                          | 1963年11月1日 御所浦町   | 1963年11月1日 御所浦町 | 2006年3月27日 天草市 | 2006年3月27日 天草市 |
|            | 二江村       | 1941年2月11日 二江町              | 1955年5月1日 五和町      | 1955年5月1日 五和町    | 2006年3月27日 天草市 | 2006年3月27日 天草市 |
|            | 御領村       |                                   | 1955年5月1日 五和町      | 1955年5月1日 五和町    | 2006年3月27日 天草市 | 2006年3月27日 天草市 |
|            | 鬼池村       |                                   | 1955年5月1日 五和町      | 1955年5月1日 五和町    | 2006年3月27日 天草市 | 2006年3月27日 天草市 |
|            | 手野村       |                                   | 1955年5月1日 五和町      | 1955年5月1日 五和町    | 2006年3月27日 天草市 | 2006年3月27日 天草市 |
|            | 城河原村     |                                   | 1955年5月1日 五和町      | 1955年5月1日 五和町    | 2006年3月27日 天草市 | 2006年3月27日 天草市 |
|            | 町山口村     | 1898年12月21日 改制並改名為本渡町 | 1954年4月1日 本渡市      | 本渡市                 | 2006年3月27日 天草市 | 2006年3月27日 天草市 |
|            | 本戶村       | 1935年4月1日 併入本渡町           | 1954年4月1日 本渡市      | 本渡市                 | 2006年3月27日 天草市 | 2006年3月27日 天草市 |
|            | 志柿村       |                                   | 1954年4月1日 本渡市      | 本渡市                 | 2006年3月27日 天草市 | 2006年3月27日 天草市 |
|            | 下浦村       |                                   | 1954年4月1日 本渡市      | 本渡市                 | 2006年3月27日 天草市 | 2006年3月27日 天草市 |
|            | 櫨宇土村     |                                   | 1954年4月1日 本渡市      | 本渡市                 | 2006年3月27日 天草市 | 2006年3月27日 天草市 |
|            | 楠浦村       |                                   | 1954年4月1日 本渡市      | 本渡市                 | 2006年3月27日 天草市 | 2006年3月27日 天草市 |
|            | 佐伊津村     |                                   | 1954年4月1日 本渡市      | 本渡市                 | 2006年3月27日 天草市 | 2006年3月27日 天草市 |
|            | 本村         |                                   | 1954年4月1日 本渡市      | 本渡市                 | 2006年3月27日 天草市 | 2006年3月27日 天草市 |
|            | 龜場村       |                                   | 1954年4月1日 本渡市      | 本渡市                 | 2006年3月27日 天草市 | 2006年3月27日 天草市 |
|            | 宮地岳村     | 宮地岳村                          | 1957年3月31日 併入本渡市 | 本渡市                 | 2006年3月27日 天草市 | 2006年3月27日 天草市 |
|            | 大多尾村     | 大多尾村                          | 1954年10月1日 新和村     | 1961年4月1日 新和町    | 2006年3月27日 天草市 | 2006年3月27日 天草市 |
|            | 宮地村       |                                   | 1954年10月1日 新和村     | 1961年4月1日 新和町    | 2006年3月27日 天草市 | 2006年3月27日 天草市 |
|            | 中田村       |                                   | 1954年10月1日 新和村     | 1961年4月1日 新和町    | 2006年3月27日 天草市 | 2006年3月27日 天草市 |
|            | 碇石村       |                                   | 1954年10月1日 新和村     | 1961年4月1日 新和町    | 2006年3月27日 天草市 | 2006年3月27日 天草市 |
|            | 福連木村     | 福連木村                          | 1956年9月21日 天草町     | 1956年9月21日 天草町   | 2006年3月27日 天草市 | 2006年3月27日 天草市 |
|            | 高濱村       |                                   | 1956年9月21日 天草町     | 1956年9月21日 天草町   | 2006年3月27日 天草市 | 2006年3月27日 天草市 |
|            | 大江村       |                                   | 1956年9月21日 天草町     | 1956年9月21日 天草町   | 2006年3月27日 天草市 | 2006年3月27日 天草市 |
|            | 下津深江村   | 1936年10月1日 下田村              | 1956年9月21日 天草町     | 1956年9月21日 天草町   | 2006年3月27日 天草市 | 2006年3月27日 天草市 |
|            | 小田床村     | 1936年10月1日 下田村              | 1956年9月21日 天草町     | 1956年9月21日 天草町   | 2006年3月27日 天草市 | 2006年3月27日 天草市 |
|            | 一町田村     | 一町田村                          | 1954年11月1日 河浦町     | 河浦町                 | 2006年3月27日 天草市 | 2006年3月27日 天草市 |
|            | 久留村       | 1921年5月1日 併入一町田村         | 1954年11月1日 河浦町     | 河浦町                 | 2006年3月27日 天草市 | 2006年3月27日 天草市 |
|            | 新合村       |                                   | 1954年11月1日 河浦町     | 河浦町                 | 2006年3月27日 天草市 | 2006年3月27日 天草市 |
|            | 今富村       | 1896年1月26日 富津村              | 1954年11月1日 河浦町     | 河浦町                 | 2006年3月27日 天草市 | 2006年3月27日 天草市 |
|            | 崎津村       | 1896年1月26日 富津村              | 1954年11月1日 河浦町     | 河浦町                 | 2006年3月27日 天草市 | 2006年3月27日 天草市 |
|            | 宮野河內村   | 宮野河內村                        | 1956年4月1日 併入河浦町  | 河浦町                 | 2006年3月27日 天草市 | 2006年3月27日 天草市 |
|            | 牛深村       | 1898年11月13日 牛深町             | 1898年11月13日 牛深町    | 1954年7月1日 牛深市    | 2006年3月27日 天草市 | 2006年3月27日 天草市 |
|            | 深海村       |                                   |                          | 1954年7月1日 牛深市    | 2006年3月27日 天草市 | 2006年3月27日 天草市 |
|            | 魚貫村       |                                   |                          | 1954年7月1日 牛深市    | 2006年3月27日 天草市 | 2006年3月27日 天草市 |
|            | 久玉村       |                                   |                          | 1954年7月1日 牛深市    | 2006年3月27日 天草市 | 2006年3月27日 天草市 |
|            | 龜浦村       | 龜浦村                            | 1948年4月1日 二浦村      | 1954年7月1日 牛深市    | 2006年3月27日 天草市 | 2006年3月27日 天草市 |
|            | 早浦村       |                                   | 1948年4月1日 二浦村      | 1954年7月1日 牛深市    | 2006年3月27日 天草市 | 2006年3月27日 天草市 |

## 行政
- 最後任市長：西村武典

## 經濟

### 產業
2002年度市內總生產額為422億日圓， 主要產業包括漁業和農業。

## 教育

### 高等學校
- 熊本縣立牛深高等學校

### 中學校
- 牛深市立牛深中學校
- 牛深市立牛深東中學校

#### 小學校
- 牛深市立牛深小學校
- 牛深市立茂串小學校
- 牛深市立深海小學校
- 牛深市立淺海小學校
- 牛深市立二浦小學校
- 牛深市立魚貫小學校
- 牛深市立久玉小學校
- 牛深市立山之浦小學校
- 牛深市立內之原小學校
- 牛深市立天附小學校

## 交通

### 道路
一般國道
- 國道266號

主要地方道
- 熊本縣道26號本渡牛深線
- 熊本縣道35號牛深天草線

一般縣道
- 熊本縣道288號深海線

### 航運
- 牛深港 - 藏之元港（鹿兒島縣出水郡長島町）

## 外部連結
- （日語） 天草合併協議会